# Dodurga

Das Zeichen der Dodurga

Die Dodurga waren ein oghusischer Stamm.
Der türkische Lexikograf Mahmud al-Kāschgharī erwähnte sie unter dem Namen Totırka als einen der 24 oghusischen Stämme. Als Totemtier hatten sie einen Rotbauchadler. Ihr Stammesname bedeutet im Alttürkischen der, der einen Staat erobert.